# Lucilia bismarckensis
Lucilia bismarckensis este o specie de muște din genul Lucilia, familia Calliphoridae, descrisă de Hiromu Kurahashi în anul 1987. Conform Catalogue of Life specia Lucilia bismarckensis nu are subspecii cunoscute.